# 지카라이시촌
지카라이시촌(力石村)은 사라시나군에 있던 촌이다. 

## 역사
- 1892년 10월 14일 - 가미야마다촌의 일부를 분립해 성립하였다.
- 1955년 7월 1일 - 가미야마다정과 합병해, 새로운 가미야마다정이 성립하여, 동일 지카라이시촌은 폐지되었다.
- 2003년 9월 1일 - 고쇼쿠 시, 사라시나 군 가미야마다 정, 하니시나 군 도구라 정이 합병해 지쿠마 시가 성립하였다.

## 참고문헌
- 角川日本地名大辞典 20 長野県